# Greenwashing

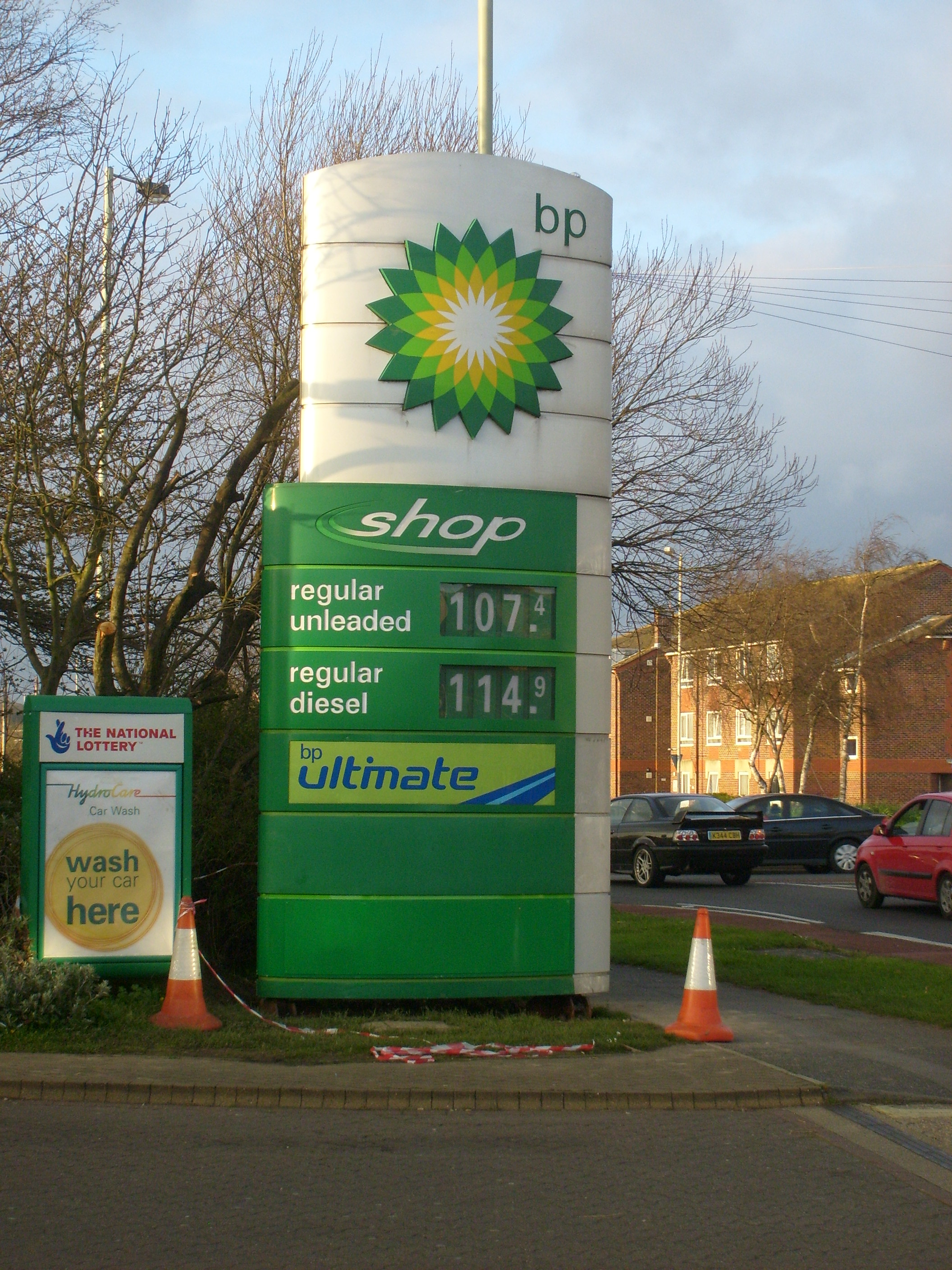
Marketingovou prezentaci korporace British Petrol lze považovat za greenwashing: zelená barva a symbol slunečnice se běžně používá jako symbol environmentalismu. Zisky BP ale pochází z těžby fosilních paliv a velkého znečišťování životního prostředí

Greenwashing, nebo také „green sheen“ („zelený lesk“) je termín anglického původu složený z termínů green (zelený, přeneseně ekologický) a whitewashing (zastírání či ospravedlňování nepříznivých faktů za účelem zlepšení veřejného mínění o osobě či tématu). Oxfordský slovník greenwashing definuje jako dezinformaci šířenou organizací za účelem prezentovat environmentálně zodpovědný veřejný obraz sama sebe.
Jedná se o formu marketingu používanou k přesvědčování veřejnosti, že produkty, cíle a zásady organizace jsou šetrné k životnímu prostředí. Společnosti, které záměrně využívají komunikační strategie greenwashingu, tak často konají, aby se distancovaly od ekologických přešlapů svých dodavatelů a vylepšily svůj veřejný obraz vnímání. Kritici této praktiky upozorňují, že nárůst greenwashingu bez účinné regulace přispívá ke skepsi spotřebitelů vůči všem ekologickým tvrzením a snižuje schopnost spotřebitele přimět společnosti k ekologičtějším výrobním a obchodním procesům. 
Ačkoli greenwashing není novinkou, v posledních letech se rozšířil, aby uspokojil poptávku spotřebitelů po ekologicky šetrném zboží a službách. Nové předpisy a zákony mají za cíl odradit společnosti od používání greenwashingu ke klamání spotřebitelů. 

## Definice
Greenwashing zahrnuje např. praktiky rozšiřování nepravdivých informací s cílem u veřejnosti vytvořit nepravdivou pověst ekologicky zodpovědné firmy. Jinou formou greenwashingu je zavedení banálního opatření, které je reklamou a metodami PR nafouknuto.
Z hlediska této eseje představovaly programy opakovaného použití ručníků optimalizaci environmentálního a ekonomického přínosu, ale zakrývaly neschopnost upřednostnit závažnější dopady tohoto sektoru na životní prostředí.
TerraChoice, divize environmentálního poradenství společnosti UL, popisuje tzv. „7 hříchů greenwashingu“ a říká, že 95 % spotřebních produktů, které se prohlašují za ekologické se dopustily alespoň jednoho z nich:
1. Skrytý kompromis: Tvrzení, že produkt je zelený na základě nepřiměřeně úzkého souboru vlastností bez věnování pozornosti jiným důležitým environmentálním problémům.
2. Chybějící důkaz: Tvrzení, které nelze doložit snadno dostupnými informacemi nebo spolehlivou certifikací třetí strany.
3. Nejednoznačnost: Tvrzení, které je natolik chudě nebo naopak nejasně definované, že spotřebitel jen těžko pochopí skutečný význam.
4. Uznávání falešných označení: Tvrzení, které skrze slova nebo obrázky vyvolává dojem, že je schváleno třetí stranou, přestože žádná neexistuje.
5. Nepodstatnost: Tvrzení, které může být pravdivé, ale není podstatné nebo užitečné pro spotřebitele, kteří hledají environmentálně šetrné produkty.
6. Menší zlo: Tvrzení, které může být v rámci kategorie výrobků pravdivé, ale hrozí, že odvede pozornost spotřebitelů od většího celkového dopadu na životní prostředí.
7. Lhaní: Tvrzení, které je jednoduše nepravdivé. Jedná se o nejvzácnější prohřešek.[7]

Výzkumníci Contreras-Pacheco a Classen se zabývali pěti formami greenwashingu na úrovni podniku, které doplňují 7 hříchů od Terra Choice:
1. Špinavý byznys: Podnik využívající tento typ greenwashingu už se své podstaty nemůže patřit do udržitelných odvětví, každopádně propaguje zelené postupy a produkty, které nepředstavují reálný obraz o povaze podniku či jeho dopadů na životní prostředí.
2. Reklamní smršť: Jde o využití reklamy, která odvrátí pozornost od otázek udržitelnosti. Taková reklama nadhodnocuje úspěchy daného podniku či nabízí alternativní řešení, které však s udržitelností přímo nesouvisí.
3. Ovlivnění politiky: Firmy využívají svého postavení na trhu práce a faktu, že jsou nezanedbatelným přispěvatelem do státního rozpočtu prostřednictvím daní. Snaží se tak ovlivnit legislativní rozhodnutí a regulace podporující udržitelnost.
4. Spotřebitelská neznalost: Firma deklaruje dodržování platných zákonů a předpisů za něco chvályhodného či dobrovolného.
5. Mlhavé informace: Tvoření zpráv o udržitelnosti s účelem vytvoření příznivého obrazu firmy v rámci společenské odpovědnosti firem (CSR).[8]

Příkladem důkazu greenwashingu je situace, kdy firma vynaloží podstatně více zdrojů na vizuální stránku – „zelenost“ reklamy než na reálné postupy šetrné k životnímu prostředí. Greenwashing může sahat od změny názvu přes „zelené“ označení výrobku obsahujícího škodlivé chemikálie, který má evokovat přírodní prostředí, až po mnohamilionové kampaně, které mají označovat vysoce znečišťující a energeticky náročné společnosti jako ekologicky šetrné. Greenwashing je tedy používán k zakrytí neudržitelných korporátních jednání a politik. Veřejná obvinění vysoce přispěla k rostoucímu užívání tohoto termínu.
Je to podobné jako obchodování s emisními povolenkami, které může navodit environmentálně šetrný dojem. Může být ale kontraproduktivní, pokud je cena uhlíku příliš nízká nebo pokud velcí znečišťovatelé dostávají „volné kredity“. Například dceřiná společnost Bank of America MBNA nabízí karty „Eco-Logique“ MasterCards, které kanadské zákazníky odměňují uhlíkovými kompenzacemi za jejich užívání. Zákazníci mohou mít pocit, že používáním karty při nákupu vynulují svou uhlíkovou stopu. Ve skutečnosti jde ale z platby pouhých 0,5 % na nákup uhlíkových kompenzací. Zbytek mezibankovního poplatku jde stále bance.
Takové kampaně a marketingová komunikace, jejichž cílem je propagovat a zdůrazňovat organizační zásady různým zainteresovaným stranám, mohou zlepšit firemní reputaci a image značky. Šíření nepodložených etických tvrzení a greenwashingu ze strany některých společností však způsobilo, že spotřebitelé jsou cyničtější a méně důvěřiví.
Dle průzkumu Nielsen Media existuje 66 % respondentů z celého světa, kteří jsou za produkty ochotní platit vyšší sumu. Polovinu z nich ovlivňují aspekty udržitelnosti, jimž mohou být produkty z přírodních či organických složek (69 %), fakt, že se daná společnost chová šetrně k životnímu prostředí (58 %), nebo skutečnost, že společnost vyznává sociální hodnoty (56 %).
Parguel a spol. popsali tzv. výkonný greenwashing. Ten využívá prvků evokující přírodní prostředí. Patří sem zelená a modrá barva, zvuky vln či živočichů. Tyto prvky ovlivňují především neodborné spotřebitele, kteří značky obsahující zmíněné aspekty vnímají jako ekologičtější.

## Historie
Jeden z prvních příkladů greenwashingu můžeme datovat do 60. let 20. století. Když protijaderné hnutí zpochybňovalo bezpečnost a dopad jaderné energie na životní prostředí, divize jaderné energetiky amerického elektrotechnického gigantu Westinghouse se bránila sérií reklam, které hlásaly čistotu a bezpečnost jaderných elektráren. Jedna z nich s fotografií jaderné elektrárny u nedotčeného jezera hlásala, že „stavíme jaderné elektrárny, abychom vám poskytli více elektřiny“, a dále uváděla, že jaderné elektrárny jsou „bez zápachu, úhledné, čisté a bezpečné“.
V 80. letech 20. století si ropná společnost Chevron objednala sérii nákladných televizních a tiskových reklam, aby přesvědčila veřejnost o své ekologické pověsti. Kampaň s názvem „People Do“ ukazovala zaměstnance Chevronu, kteří chránili medvědy, motýly, mořské želvy a nejrůznější roztomilá a přítulná zvířata. Reklamy byly velmi efektivní – v roce 1990 získaly cenu Effie za reklamu a následně se staly případovou studií na Harvard Business School. Staly se také nechvalně proslulými mezi ochránci životního prostředí, kteří je prohlašovali za zlatý standard greenwashingu.
Velkým zlomem byl summit v Riu de Janeiru v roce 1992, kdy byla zřízena Obchodní rada pro udržitelný rozvoj (Business Council for Sustainable Development) a Mezinárodní obchodní komora (International Chamber of Commerce), které měly hájit zájmy velkým obchodním společnostem a zároveň budit dojem o udržitelném rozvoji jednotlivých korporací. Byla najata tehdy největší PR agentura Burson-Marsteller, aby prezentovala k životnímu prostředí šetrné jednání firem. Díky tomu byly zmínky o korporacích zcela vynechány v důležitých dokumentech jako například Charta Země či Agenda 21.

## Greenscamming
Greenscamming je situace, kdy si organizace nebo produkt přisvojí název, který falešně naznačuje šetrnost k životnímu prostředí. Je příbuzný jak s greenwashingem, tak s greenspeakem.
Greenscammingové organizace se aktivně podílejí na organizovaném popírání klimatické změny. Významným donorem organizací popírajících klima byla ropná společnost ExxonMobil, která finančně podporovala více než 100 skupin popírajících klimatickou změnu a na jejichž podporu vynaložila asi 20 milionů amerických dolarů. James Lawrence Powell označil za nejnápadnější společný rys mnoha těchto organizací jejich označení, které většinou znělo velmi racionálně. Cituje seznam organizací popírajících změnu klimatu sestavený Unií znepokojených vědců (Union of Concerned Scientists), který zahrnuje 43 organizací financovaných společností Exxon. Žádná z nich neměla název, z něhož by se dalo usuzovat, že popírání klimatických změn je smyslem jejich existence. V čele seznamu stojí organizace Africa Fighting Malaria, na jejíchž internetových stránkách se objevují články a komentáře, které se staví proti ambiciózním koncepcím zmírňování změny klimatu, přestože nebezpečí malárie by se mohlo v důsledku globálního oteplování ještě zhoršit.

### Příklady
Příkladem greenscammingových organizací jsou National Wetlands Coalition, Friends of Eagle Mountain, The Sahara Club, The Alliance for Environment and Resources, The Abundant Wildlife Society of North America, Global Climate Coalition, National Wilderness Institute, Environmental Policy Alliance of the Center for Organizational Research and Education a American Council on Science and Health. Za těmito organizacemi, které se zdánlivě zaměřují na ochranu životního prostředí, se skrývají zájmy podnikatelského sektoru. Například za organizací National Wetlands Coalition stojí společnosti zabývající se těžbou ropy a developeři. Dále za organizací Friends of Eagle Mountain stojí těžební společnost, která chce přeměnit povrchové doly na skládky. Global Climate Coalition podpořily komerční podniky, které bojovaly proti vládním opatřením pro ochranu klimatu. K dalším organizacím, které se zabývají greenscammingem, patří U.S. Council for Energy Awareness, za níž stojí jaderný průmysl, Wilderness Impact Research Foundation, která zastupuje zájmy dřevorubců a rančerů, a American Environmental Foundation, která zastupuje zájmy vlastníků půdy.
Další organizací, která se věnuje ekologickému podvodu, je organizace Northwesterners for More Fish, jejíž rozpočet v roce 1998 činil 2,6 milionu dolarů. Tato skupina se stavěla proti opatřením na ochranu ohrožených ryb, která omezovala zájmy energetických společností, hliníkáren a dřevařského průmyslu v regionu, a snažila se zdiskreditovat ochránce životního prostředí, kteří prosazovali ochranu rybích biotopů. Mezi greenscamové organizace patří také Centrum pro studium oxidu uhličitého a globálních změn (Center for the Study of Carbon Dioxide and Global Change), Národní institut pro politiku životního prostředí (National Environmental Policy Institute) a Informační rada pro životní prostředí (Information Council on the Environment), které financuje uhelný průmysl.
V Německu tuto formu mimikry či podvodu používá „Evropský institut pro klima a energetiku“ (EIKE), který svým názvem naznačuje, že jde o významnou vědeckou výzkumnou instituci. Ve skutečnosti EIKE vůbec není vědeckou institucí, ale lobbistickou organizací, která nemá ani kancelář, ani nezaměstnává klimatology, ale na svých webových stránkách šíří falešné zprávy o klimatických otázkách. 

## Psychologické efekty

Logo řetězce McDonald's zbarvené do zelena může v zákazníkovi vyvolávat dojem, že jde o udržitelnou firmu

Greenwashing je relativně nově zkoumanou oblastí v psychologii a zatím existuje malá shoda napříč studiemi, jak greenwashing ovlivňuje spotřebitele a stakeholdery. Nesrovnalosti mezi chováním spotřebitelů v nedávno publikovaných studiích lze přičíst kulturním nebo geografickým rozdílům jednotlivých zemí.

#### Vliv na vnímání spotřebitele
Výzkumníci zjistili, že produkty, které jsou skutečně šetrné k životnímu prostředí, jsou vnímány výrazně příznivěji než jejich „nazelenalé“ protějšky. Vnímání spotřebitele je také ovlivňováno mírou greenwashingu, kterému jsou vystaveni. Další studie naznačují, že jen málo spotřebitelů si greenwashingu skutečně všimne, zejména pokud vnímají společnost jako uznávanou. Pokud spotřebitelé vnímají zelenou reklamu jako důvěryhodnou, vytvářejí si ke značce pozitivnější postoj i v případě, že jde o klamavou reklamu.
Jiné výzkumy naznačují, že spotřebitelé s větším zájmem o ekologii jsou schopni lépe rozlišit rozdíl mezi poctivým udržitelným marketingem a greenwashingovou reklamou. Čím větší zájem o ekologii, tím silnější záměr nenakupovat u společností, u kterých vnímají greenwashingový marketing.

#### Atribucegreenwashingu
Vnímání ekologických reklam a greenwashingu spotřebiteli je ovlivněno tím, jaký význam jim spotřebitelé přisuzují. Produkt může být označený jako udržitelný jak samotnou firmou, tak externí organizací. To vyvolává obavy, protože společnosti mohou označit produkt za ekologický zveřejněním selektivních vlastností produktu bez odhalení škod způsobených životnímu prostředí. Spotřebitelé očekávají označení od interních i externích organizací, přestože externí zdroj považují za spolehlivější. Výzkumníci z University of Twente zjistily, že necertifikované nebo interně udělené „eko nálepky“ mohou přesto přispívat k vnímání firmy jako zodpovědné s tím, že spotřebitelé připisují význam vnitřní motivaci firmy udělovat tyto „eko nálepky“. Další výzkum propojující teorii atribuce a greenwashing zjistil, že spotřebitelé často vnímají udržitelnou reklamu jako greenwashing, pokud firma používá „zelené“ reklamy, přičemž ekologická sdělení přisuzují vlastním zájmům společnosti. „Zelená“ reklama může být kontraproduktivní, zejména pokud environmentální tvrzení neodpovídá aktuální environmentální angažovanosti firmy.

#### Důsledky pro ekologické podnikání
Výzkumníci zabývající se vnímáním spotřebitelů, psychologií a greenwashingem upozorňují, že pokud se společnosti chtějí vyhnout negativním konotacím ohledně greenwashingu, měli by být zaběhnuté v reklamách na udržitelnost. Zelený marketing, eko nálepky a reklama jsou nejefektivnější, pokud odpovídají skutečné ekologické angažovanosti společnosti. To se také odráží ve viditelnosti těchto ekologických závazků. Pokud si spotřebitelé nejsou vědomi ekologického smýšlení firmy, nejsou schopni zohlednit faktor udržitelnosti v hodnocení společnosti nebo produktu. Významná zkušenost s greenwashingem může u spotřebitele vyvolat lhostejnost nebo negativní vnímání celého zeleného marketingu. Skutečně udržitelné podniky se pak musí snažit odlišit od těch, které používají klamavá tvrzení. Spotřebitelé mohou také negativně reagovat na pravdivá tvrzení o udržitelnosti na základě předchozí negativní zkušenosti s greenwashingem.

#### Limity greenwashingu a vnímání spotřebitelů
Výzkumy ukazují, že ochota spotřebitelů platit za zelené produkty se snižuje, pokud vnímají, že ekologické vlastnosti jdou na úkor kvality produktu. To dělá greenwashing potenciálně rizikovým, a to i v případě, že spotřebitel či stakeholder nejsou k zeleným sdělením skeptičtí. Často používaná slova a fráze v reklamních sděleních, jako například „šetrný“, mohou vést spotřebitele k přesvědčení, že udržitelný produkt je méně účinný než neekologická, neudržitelná varianta produktu.

## Příklady

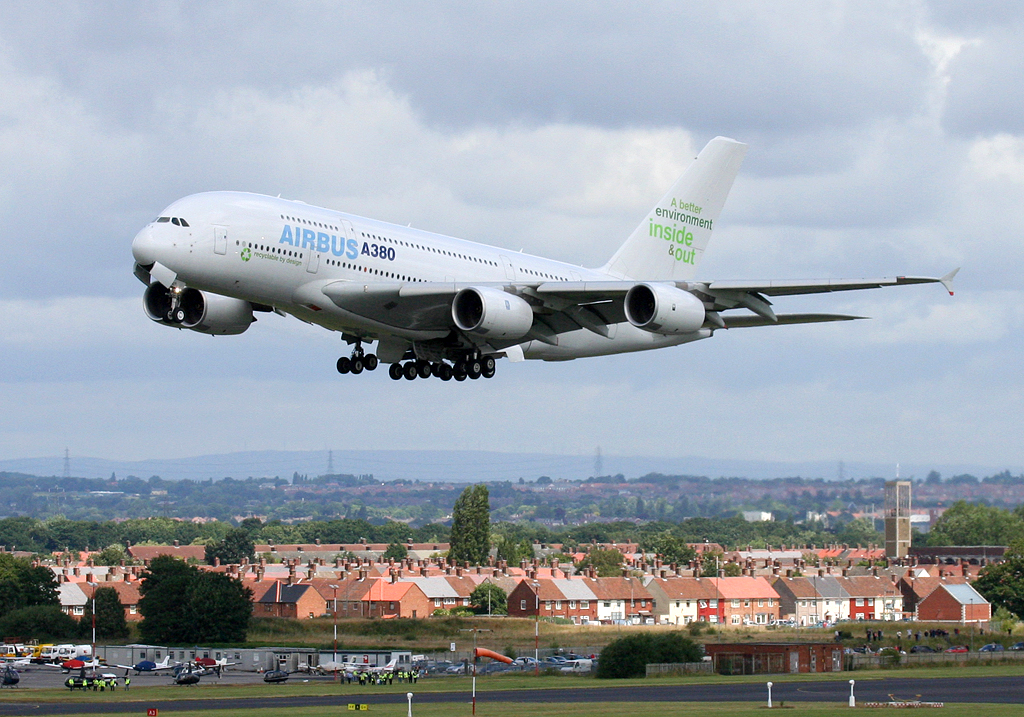
Airbus A380 s marketingovým sloganem „Lepší prostředí uvnitř i venku“

Příkladem greenwashingu je propagace potravinářských výrobků jako zdraví prospěšných díky použití pouze přírodních složek (bez ohledu na to, zda jsou za zdravé považovány přírodní cukry, tuky atd.), alternativní medicíny a přírodní medicíny. Může k němu docházet také tehdy, když se společnost chce distancovat od dodavatele, například když dodavatel zneužívá zaměstnance nebo znečišťuje životní prostředí.
Mezi další příklady patří:
- „Čisté spalování zemního plynu“ – Ve srovnání s nejšpinavějším fosilním palivem, uhlím, je při spalování zemního plynu produkováno jen přibližně poloviční množství emisí oxidu uhličitého.[40] Při těžbě frakováním může dojít k emisím dalších skleníkových plynů a dalšímu znečištění prostředí.[41] Metan, hlavní složka zemního plynu, je silným skleníkovým plynem, přesto je zemní plyn v ekologickém diskurzu často prezentován jako čistší fosilní palivo a v praxi se používá k vyrovnávání nestálé povahy solární a větrné energie.[42] Lze jej považovat za užitečnou „přechodnou technologii“ k vodíku, protože je možné ho do něj přimíchávat a případně jej přepravovat v sítích původně koncipovaných pro využití zemního plynu.
- Biopaliva první generace bývají označovány za šetrnější k životnímu prostředí než fosilní paliva, ale některá z nich (např. palmový olej) přispívají k odlesňování (což přispívá ke globálnímu oteplování v důsledku uvolňování CO2).[43] Biopaliva vyšších generací tyto konkrétní problémy nemají, ale významně přispívají k odlesňování a ničení biotopů v Kanadě v důsledku rostoucích cen kukuřice, kvůli kterým se ekonomicky vyplatí kácet stávající lesy v zemědělských oblastech.
- Ochránci životního prostředí uvedli, že „Iniciativa čisté oblohy“ (Clear Skies Initiative) Bushovy administrativy ve skutečnosti oslabuje zákony o znečištění ovzduší.[44]
- Mnoho potravinářských výrobků má obaly, které vzbuzují dojem, že jsou šetrné k životnímu prostředí, přestože při jejich výrobě nedošlo k žádnému pokusu o snížení dopadu na životní prostředí.[45]
- V roce 2009 společnost McDonald's v Evropě změnila barvu svých log ze žlutočervené na žlutozelenou; její mluvčí vysvětlil, že tato změna má „zdůraznit odpovědnost za ochranu přírodních zdrojů“.[46] V říjnu 2021 byla společnost McDonald's obviněna z greenwashingu poté, co oznámila svůj závazek dosáhnout do roku 2050 nulových čistých emisí.[47]
- Článek v časopise Wired upozornil na slogany, které naznačují ekologicky příznivé obchodní aktivity: Comcast Ecobill má slogan „PaperLESSisMORE“, ale Comcast používá velké množství papíru pro přímý marketing. Ekolahve Poland Spring (z amerického města Poland) se propagují sloganem „A little natural does a lot of good“, ačkoli 80 % nápojových obalů končí na skládkách. Letadlo Airbus A380 je prodáváno pod marketingovým sloganem „Lepší životní prostředí uvnitř i venku“, přestože letecká doprava má vysoké ekologické náklady.[48]
- Tvrzení společnosti Kimberly Clark o „čistých a přírodních“ plenkách v zelených obalech. Výrobek používá na vnější straně organickou bavlnu, ale uvnitř je použit stejný petrochemický gel jako dříve. Společnost Pampers také tvrdí, že pleny „Dry Max“ snižují množství odpadu na skládkách tím, že snižují množství papírového chmýří v plence, což je pro společnost Pampers ve skutečnosti pouze způsob, jak ušetřit peníze.[49]
- V roce 2018 společnost Starbucks v reakci na stále častější výzvy k zákazu plastových brček představila víčko se zabudovaným brčkem, které ve skutečnosti obsahuje více plastu než staré brčko a víčko dohromady (na rozdíl od svého předchůdce se však dá recyklovat).[50]
- V říjnu 2020 společnost Apple uvedla na trh iPhone 12 a oznámila, že z krabice odstraní nabíječku se sloganem „O jednu věc méně“ (One less thing). Apple zmínil, že do nabíječek se používají kovy jako zinek, měď a cín a že jejich odstraněním krabičky iPhonů zabírají méně místa, což znamená, že tím mohou snížit emise při přepravě a distribuci. Mnozí však poukazovali na to, že to Apple pravděpodobně udělal jen proto, aby snížil náklady, protože mnoho uživatelů by si tak jako tak muselo nabíječku koupit zvlášť, jelikož v balení iPhonu 12 se nacházel kabel s konektorem, který není kompatibilní s nabíječkami dodávanými s iPhony do té doby.[51]
- Zatímco média během 77. ročníku udílení Zlatých glóbů vyzdvihovala veganské jídlo a recyklované kostýmy, kritici obviňovali celebrity, které se akce zúčastnily, z pokrytectví, protože na akci přiletěly soukromými letadly. Herec Joaquin Phoenix během svého proslovu upozornil na ekologický přístup k akci a vyzval své kolegy, aby se „na sebe podívali“.[52]
- V listopadu 2020 bylo zjištěno, že Aston Martin, Bosch a další obchodní společnosti v reakci na oznámení Velké Británie, že od roku 2030 zakáže prodej vozidel se spalovacími motory, financovaly zprávu, která bagatelizovala přínosy elektromobilů pro životní prostředí zavádějícími informacemi o emisích CO2 vznikajících při výrobě elektromobilů.[53][54][55] Skandál s greenwashingem se stal známým pod názvem Astongate vzhledem ke vztahu mezi britským výrobcem automobilů a Clarendon Communications, fiktivní společností vydávající se za agenturu pro styk s veřejností, která byla založena za účelem propagace zprávy a která byla registrována na Jamese Michaela Stephense – ředitele pro globální vládní a korporátní záležitosti společnosti Aston Martin Lagonda Ltd.[56]
- Někteří ekologičtí aktivisté a kritici odsoudili konferenci OSN o změně klimatu v roce 2021 (COP26) jako greenwashing.[57] Odsoudili také COP28, o které se tvrdí, že má nejvyšší uhlíkovou stopu ze všech COP akcí. V květnu 2023 měl uživatel Wikipedie, který se identifikoval jako zaměstnanec ADNOC, údajně navrhnout úpravy článku na Wikipedii Sultána Ál-Džábira, předsedy COP28, který prezentoval Ál-Džábira jako zastánce klimatického hnutí.[58] V červnu 2023 Marc Owen Jones z Univerzity Hamada bin Chalífy poznamenal, že velké množství zjevně falešných profilů na Twitteru bylo použito k obhajobě předsednictví Ál-Džábira na COP28.[59][60]
- V reportu neziskové organizace Changing Markets Foundation bylo publikováno, že až 59 % ekologických tvrzení evropských módních značek (H&M, Gucci, Zalando, Zara, Louis Vuitton a dalších) je zavádějících. Navzdory slibům, že sníží svou ekologickou stopu, je velká většina značek stále závislá na syntetických vláknech na bázi fosilních paliv. Některé z nich také neuvádějí věrohodné informace o tom, jak plánují snížit svou ekologickou stopu.[61]
- Nejen v českém prostředí se vyskytují projekty, které fungují jako tzv. offsety, tedy uhlíková kompenzace. Nejčastěji tak figurují aktivity jako sázení nových stromů a stromořadí, tvorba mokřadů či používání virtuální měny, která je krytá emisní povolenkou. Offsety mohou využívat firmy, aby snížily uhlíkovou stopu. Efektivitu těchto projektů však nehodnotí žádný nestranný subjekt, jelikož jde o dobrovolné rozhodnutí dané firmy. Certifikační systémy ověřující relevantnost podobných projektů existují, jde o Verra, Plan Vivo či Gold Standard. Tyto certifikace však čelí kritice, jelikož se ukázalo, že kompenzace uhlíku je ve většině případech fiktivní.[62]
- Projekt Sázíme Česko slibuje navrácení síly a rozmanitosti české krajiny pomocí plánování a realizace výsadby, péče o stromy a ochrany proti vykácení[63]. Podle Tomáše Vršky, lesního inženýra a ekologa působícího na Mendelově univerzitě, jde o podvodnou kampaň. Zmíněný projekt totiž vybírá peníze na sázení stromů, které vlastníkovi lesa stát dotuje. Za sazenici od laiků vybírá 69 Kč, kdežto v lesnictví je běžná cena 22 Kč i s výsadbou. [64]

## Opozice
Existují pokusy snížit dopady greenwashingu jeho odhalováním veřejnosti. Index greenwashingu, který vytvořila Oregonská univerzita ve spolupráci se společností EnviroMedia Social Marketing, umožňoval veřejnosti nahrávat a hodnotit příklady greenwashingu, ale naposledy byl aktualizován v roce 2012.
Britský kodex reklamy, podpory prodeje a přímého marketingu (The British Code of Advertising, Sales Promotion, and Direct Marketing) má zvláštní oddíl (oddíl 49) zaměřený na environmentální tvrzení.
Podle některých organizací, které se staví proti greenwashingu, došlo k výraznému nárůstu jeho používání ze strany společností v 80. letech 20. století a 10. letech 21. století. TerraChoice Environmental Marketing, společnost zabývající se poradenstvím v oblasti reklamy, zaznamenala mezi lety 2007 a 2009 79% nárůst jeho využití korporacemi.
Společnosti mohou usilovat o environmentální certifikáty, získané nezávislým ověřením svých ekologických tvrzení. Například standard Carbon Trust byl spuštěn v roce 2007 s deklarovaným cílem „skoncovat s ‚greenwashingem‘ a upozornit na firmy, které se skutečně angažují v oblasti životního prostředí“.

## Opatření EU
V červenci 2021 vstoupila v platnost taxonomie EU pro udržitelné činnosti.
Dále by mělo dojít k zakázání určitých greenwashingových praktik:
- používání obecných environmentálních tvrzení: „přírodní“, „eko“, „klimaticky neutrální“, a to bez prokázání této skutečnosti
- tvrzení, která jsou závislá na kompenzacích emisí (offsetování)
- certifikáty udržitelnosti, které nejsou založeny na objektivním posouzení odborníků a institucí
- vyzývání k dřívější výměně výrobku, než je nezbytně nutné (kazety do tiskáren)
- prezentace zboží jako opravitelné, i když je opak pravdou [71]

Tato dohoda byla schválena v lednu 2024 poslanci EU, nyní se čeká na schválení Evropskou radou. Poté budou mít členské státy 2 roky na implementování dohody do vnitřního práva států.